# بيريلوس
بيريلوس نحات من أثينا، اشتهر بصنعه الثور البرونزي و هو آلة تعذيب للحاكم الصقلي فالاريس الذي حكم في القرن السادس قبل الميلاد.

## وفاته
قتل بيريلوس بأن عذب بالألة التي أخترعها ثم رمي من فوق جبل.